# 1848년 프랑스 총선
1848년 프랑스 총선은 2월 혁명 이후 성립된 프랑스 제2공화국에서 치러진 총선으로, 보통선거로 900만명의 유권자가 투표에 참여하였다

## 선거 결과
| 정당       | 의석수 |
| ---------- | ------ |
| 공화파     | 600석  |
| 정통왕정파 | 200석  |
| 사회주의   | 80석   |